# Summer World University Games 2025/Teilnehmer (Bangladesch)
| Gelbes Symbol für Goldmedaillen mit stilisierten Olympischen Ringen | Graues Symbol für Silbermedaillen mit stilisierten Olympischen Ringen | Braundes Symbol für Bronzemedaillen mit stilisierten Olympischen Ringen |
| ------------------------------------------------------------------- | --------------------------------------------------------------------- | ----------------------------------------------------------------------- |
| —                                                                   | —                                                                     | —                                                                       |

Bangladesch nahm an den Summer World University Games 2025 vom 16. bis zum 27. Juli mit 9 Athleten (5 Männer und 4 Frauen) teil.

## Teilnehmer nach Sportarten

### Leichtathletik
| Männer - Sarzil Zedan (100 und 200 m) - Md Khalid Muhibullah (1500 m) | Frauen - Sumaya Dewan (100 und 200 m) - Nusrat Runa (400 m) |

### Judo
Männer
- Md Samsuddoha Sourov (Klasse bis 60 kg)

### Tischtennis
| Männer - Nazmul Hossain - Mohutasin Ridoy | Frauen - Samanta Tushi - Sadia Mou |